# Blaugraue Maus
Die Blaugraue Maus (Pseudomys glaucus), auch als Blaugraue Australische Kleinmaus bezeichnet, ist ein ausgestorbenes Nagetier aus der Gattung der Australischen Mäuse. Sie kam im südlichen Queensland und in New South Wales vor. Über ihre Lebensweise ist nichts bekannt.

## Merkmale
Die Blaugraue Maus erreichte eine Kopf-Rumpf-Länge von 93 mm, eine Schwanzlänge von 111 mm, eine Hinterfußlänge von 22,5 mm, eine Ohrenlänge von 18 mm und ein Gewicht von 25 bis 30 Gramm.  Das Fell war weich und dünn. Die Rückenhaare waren ungefähr 11 bis 12 mm lang. Der Rücken war hell blaugrau, die Unterseite heller grau. Die mittelgroßen Ohren waren grau. Hände und Füße waren silbrigweiß. Die Schwanzoberseite war hellbraun, die Schwanzunterseite war weiß. Die Blaugraue Maus wurde zeitweise als Unterart der kleineren westaustralischen Art Pseudomys albocinereus betrachtet, da der Schädelaufbau sehr ähnlich ist.

## Status
Die Blaugraue Maus ist nur durch drei Exemplare bekannt geworden. Die beiden Typusexemplare wurden in Queensland gesammelt und 1910 von Oldfield Thomas beschrieben. Ein drittes Exemplar wurde 1956 bei Cryon in New South Wales gefunden. Trotz intensiver Suche bei Cryon in den 1990er-Jahren konnte die Art nicht mehr wiederentdeckt werden. Die Gründe ihres Verschwindens sind unklar, vermutlich haben die Nachstellung durch Beutegreifer und Lebensraumzerstörung eine Rolle gespielt.